# Renato Biasutti
Renato Biasutti (San Daniele del Friuli, 22 de março de 1878 – Florença, 3 de março de 1965) foi um geógrafo e etnógrafo italiano.

## Biografia
Renato Biasutti nasceu em San Daniele del Friuli em 22 de março de 1878, filho de Luigi e Teresa Savio. Foi por vários anos assistente no Museu e Instituto de Antropologia, sendo conselheiro entre 1902 e 1914 na Sociedade de Estudos Geográficos, da qual foi também presidente de 1947 a 1953. Recebeu uma livre docência em etnografia e geografia em 1907, tornando-se professor na Universidade de Nápoles em 1913 e da Universidade de Florença em 1927.
Além da geografia na qual era especializado, escreveu e coordenou diversas obras sobre etnografia e antropologia física, sendo especialmente conhecido por seu compêndio Le razze e popoli della terra, publicado pela primeira vez em 1941 (pelo qual foi premiado pela Academia Nacional dos Linces em 1951), com a quarta e última edição sendo concluída em 1967, depois de sua morte em Florença em 3 de março de 1965.

## Classificação racial
Em Razze e popoli della terra (1941), Biasutti classificou a humanidade em quatro ciclos raciais primários (australoide, negroide, mongoloide e europoide) e dois derivados (sub-equatorial e da Polinésia e Américas), com uma divisão mais profunda em dezesseis ramos (cada um com um nome científico), estes ramos sendo posteriormente divididos em 53 raças, estas tendo por vezes algumas sub-raças e formas ancestrais próprias. A organização é:
- Australoides
  - Australídeos (Homo s. australasicus)
  - Papuasídeos (Homo s. papuensis)
  - Vedídeos (Homo s. veddalis)
- Negroides
  - Esteatopigídeos/Khoisanídeos (Homo s. hottentotus)
  - Pigmídeos (Homo s. pygmaeus)
  - Negrídeos (Homo s. niger)
- Mongoloides
  - Pré-mongoloides (Homo s. protoasiaticus)
  - Mongolídeos (Homo s. asiaticus)
  - Esquimídeos (Homo s. neoarcticus)
- Europoides
  - Pré-europoides (Homo s. protoeuropaeus)
  - Europídeos (Homo s. europaeus)
  - Lapídeos (Homo s. lappo)
- Ciclo sub-equatorial
  - Paleoindídeos (Homo s. paleoindicus)
  - Etiopídeos (Homo s. africanus)
- Ciclo da Polinésia e Américas
  - Polinesídeos (Homo s. polinesianus)
  - Americanídeos (Homo s. americanus)